# Bulbophyllum pantoblepharon
Bulbophyllum pantoblepharon là một loài phong lan thuộc chi Bulbophyllum.